# フィロデンドロン
フィロデンドロン Philodendron は、サトイモ科に属する分類群。中南米に生育し種類は多い。多くのものが観葉植物として栽培されている。

## 概説
この属は多くが気根によって樹幹を這い上る蔓植物だが、直立するものや着生種もある。葉の形も様々で、単葉のものから複数に裂けるものまである。仏炎苞を持つ花序が葉腋から出るように見えるのも一つの特徴である。
種数は非常に多く、サトイモ科で2番目に多いとも。観葉植物として栽培されている種が多い。中南米に分布し、それ以外の地域にはない。
学名はギリシャ語のPhileo （愛する）とdendron（木）に由来する。この属の多くのものが木に登る性質を持つことからつけられたものである。属そのものの和名は無いようであるが、個々の種には和名を与えられているものもある。

## 特徴
形態的にはきわめて多様。多年生草本で、茎は短く匍匐するもの、直立するもの、気根で張り付いて樹木に這い上るよじ登り形の蔓植物まである。特に熱帯域では蔓性のものが多く、そのようなものでは茎の節間が大きく伸びる。茎の節からはよく気根を出す。

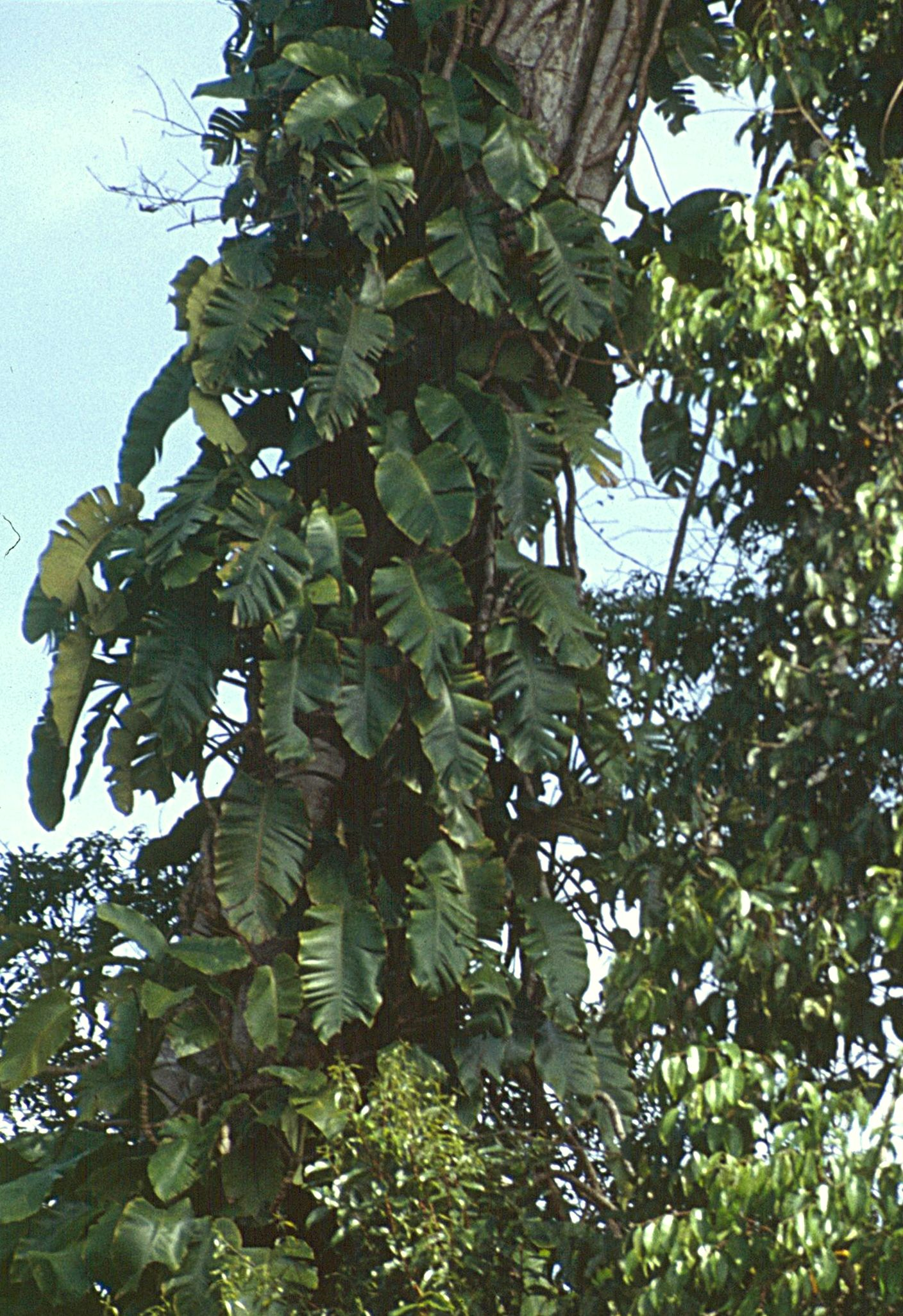
はい上がる蔓植物 P. giganteum
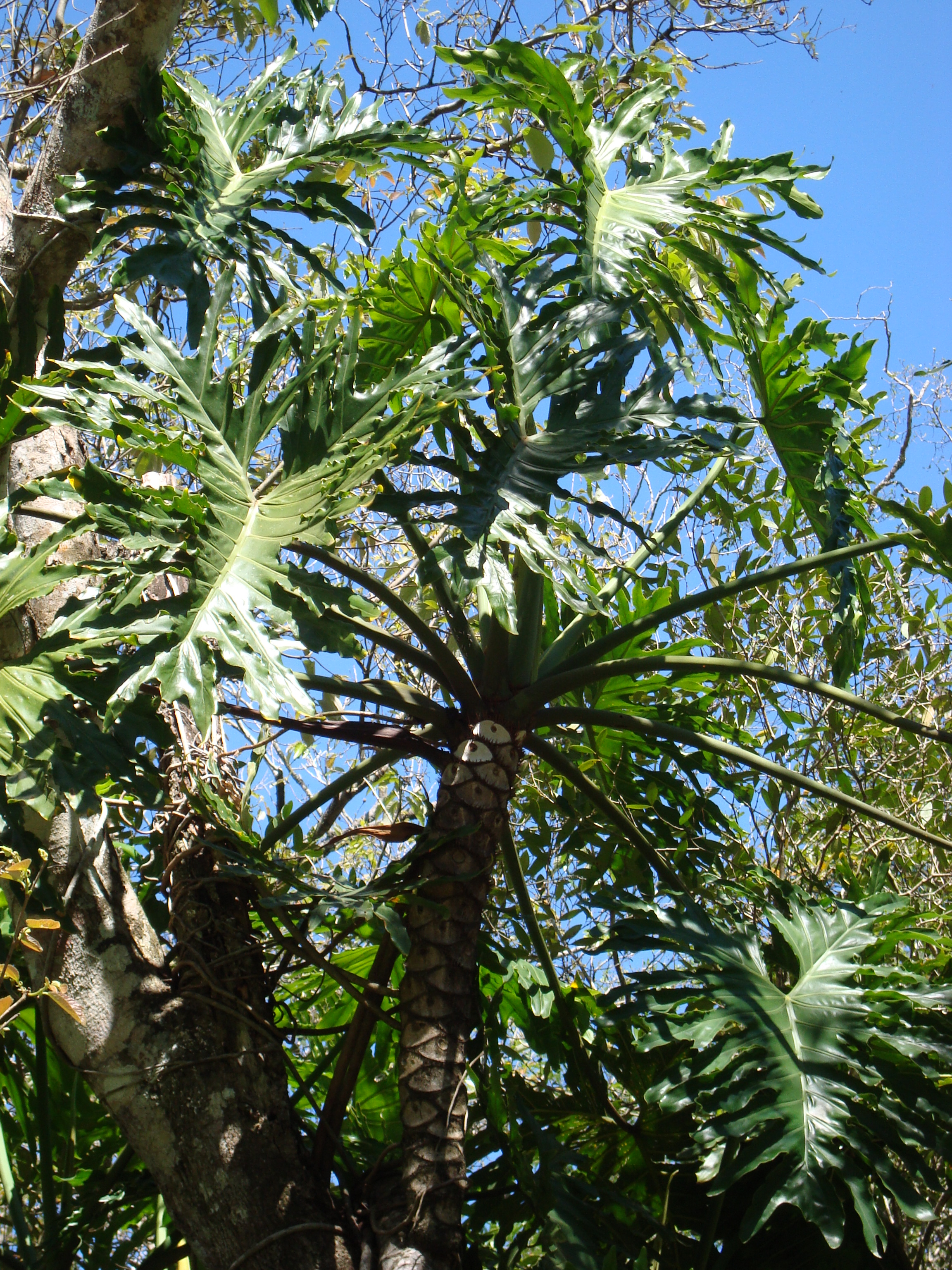
直立する大型植物 P. bipinnatifidum(P. selloum)
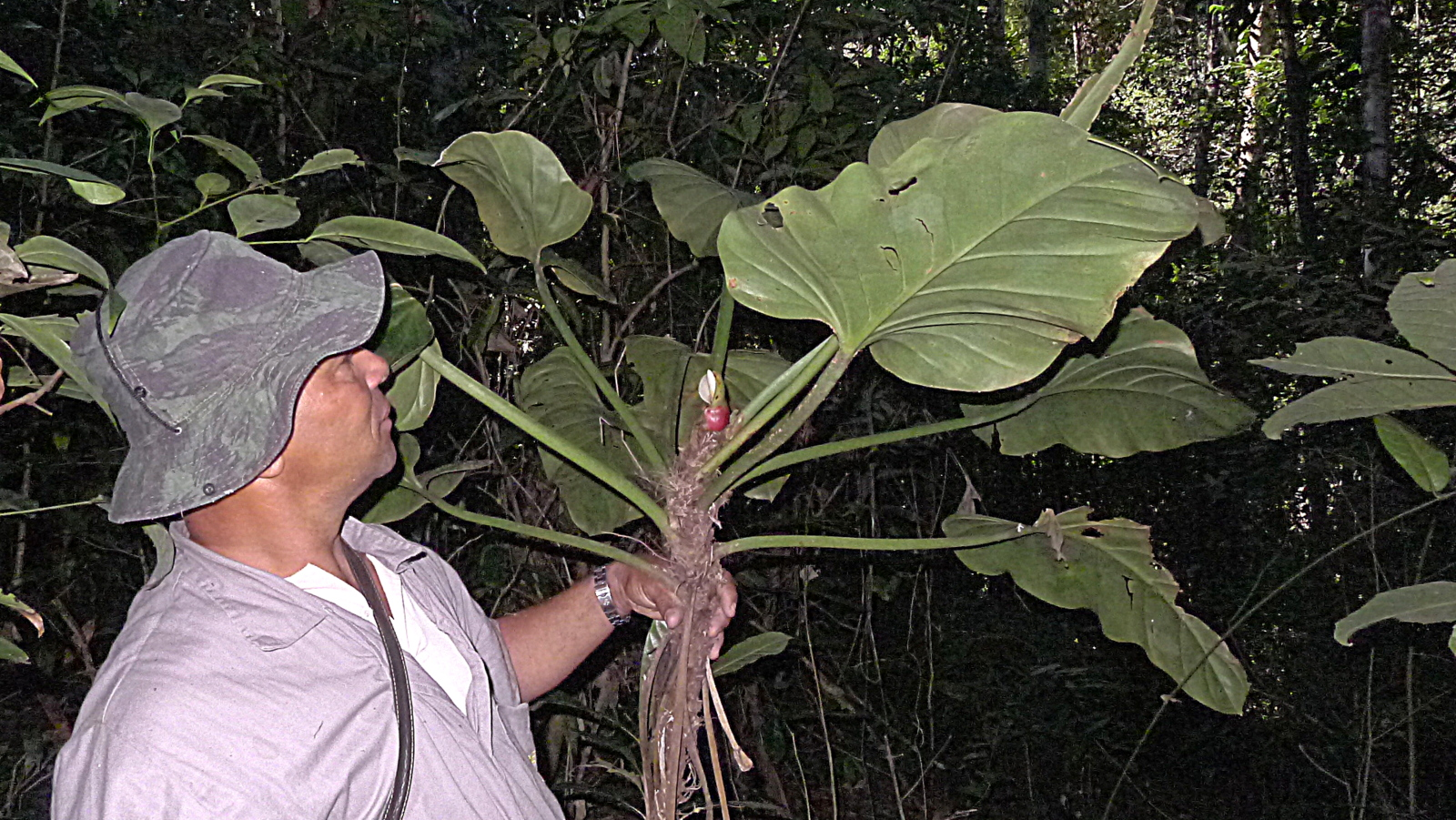
茎が立ち上がらない草本 P. fragrantissimum

成長した植物ではその芽が葉鞘から変化したと見られる膜状のものに包まれて保護されている。葉は互生し、葉柄は普通は長い。葉柄には基部の葉鞘部分と、断面が円形に近い葉柄部分が区別出来、前者は往々にして短くなる。葉身の概形は長卵形、卵形、心臓形などだが、多くの場合、基部は楔形から心臓形である。葉質は柔らかい革質で厚みがあるのが普通。葉脈は主脈から生じる側脈、さらにそれから生じる2次、3次の側脈まで平行に並ぶ形を取る。葉の縁は滑らかなものも多いが、波状の鋸歯があるものや羽状に大きく裂けるものもある。ただしモンステラ Monstera に見られるように、葉身に穴が空く形は見られない。葉は成長に連れてその形態が変化する例も多い。

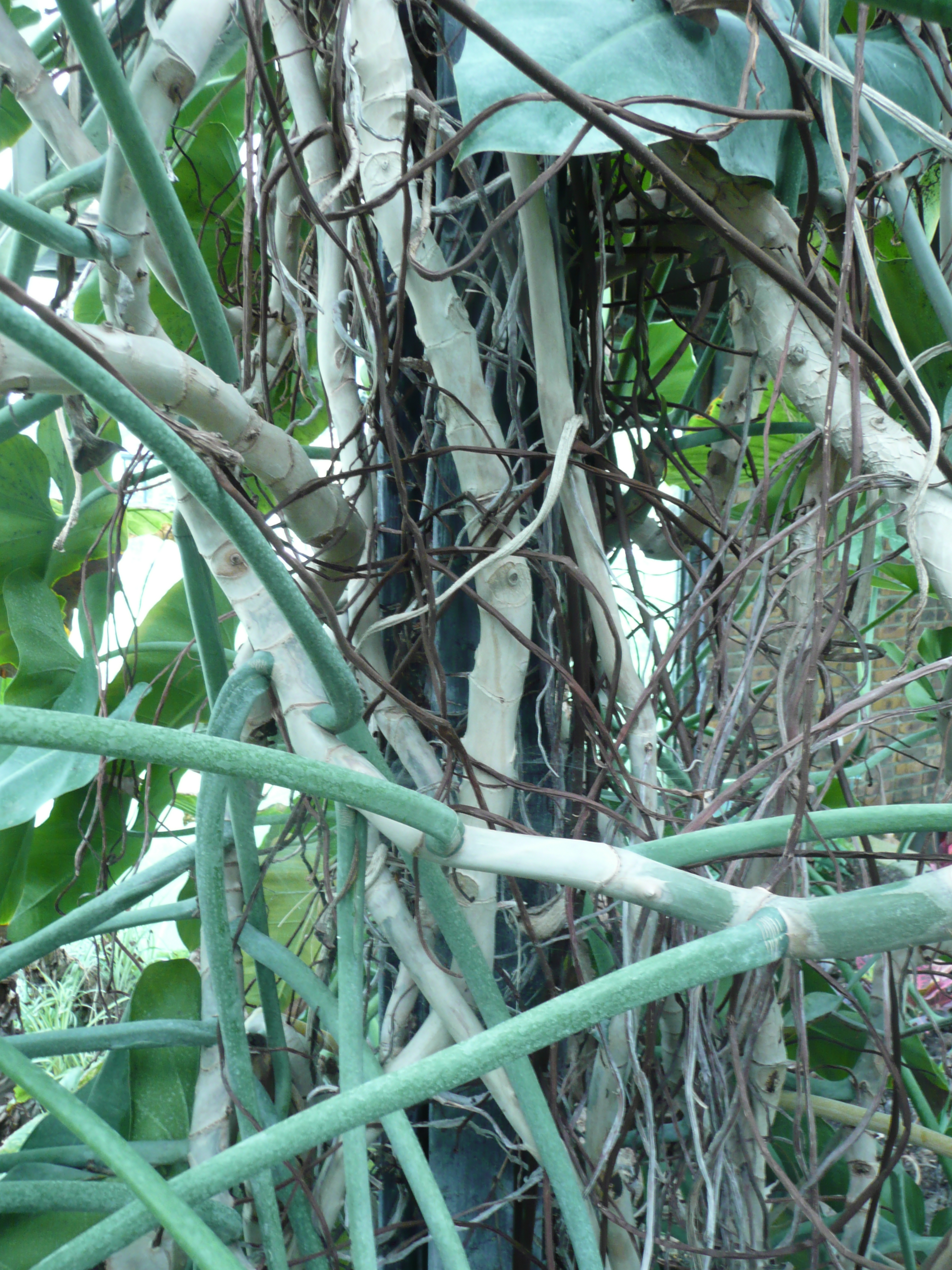
葉柄と茎と気根 ホテイカズラ
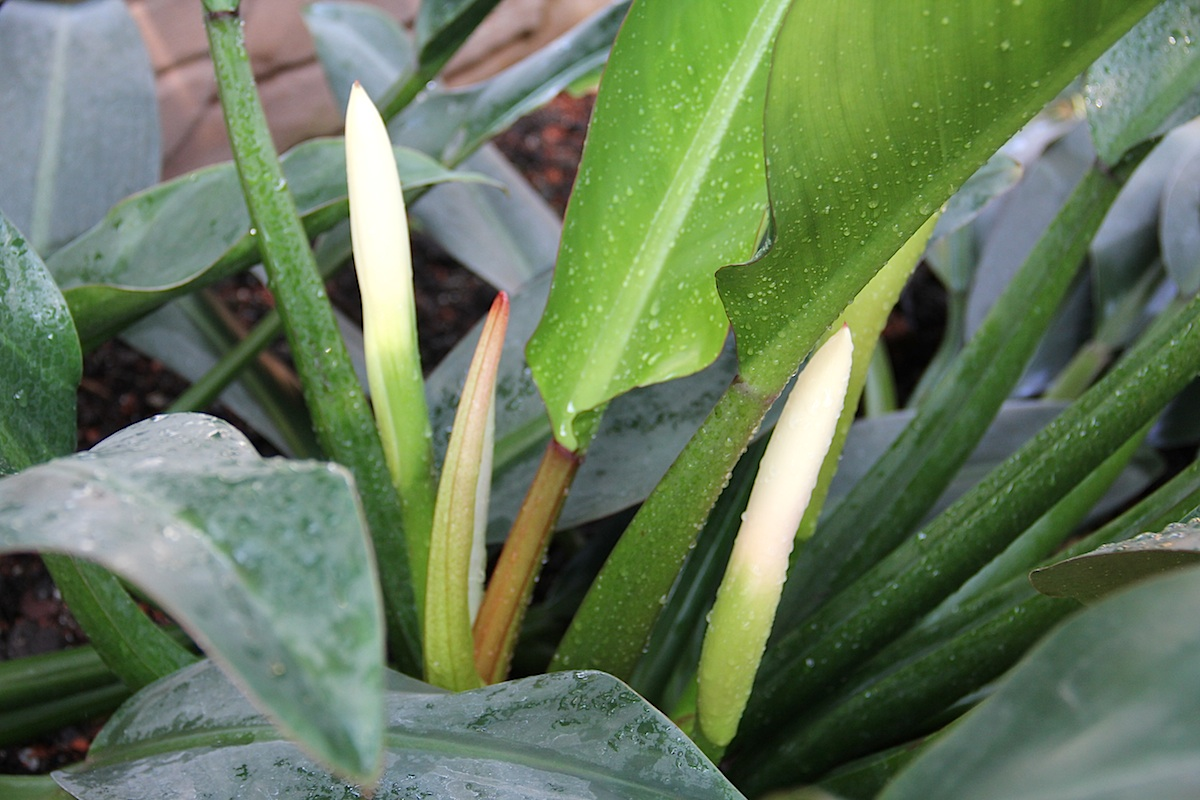
新芽を包む膜状の構造・同上
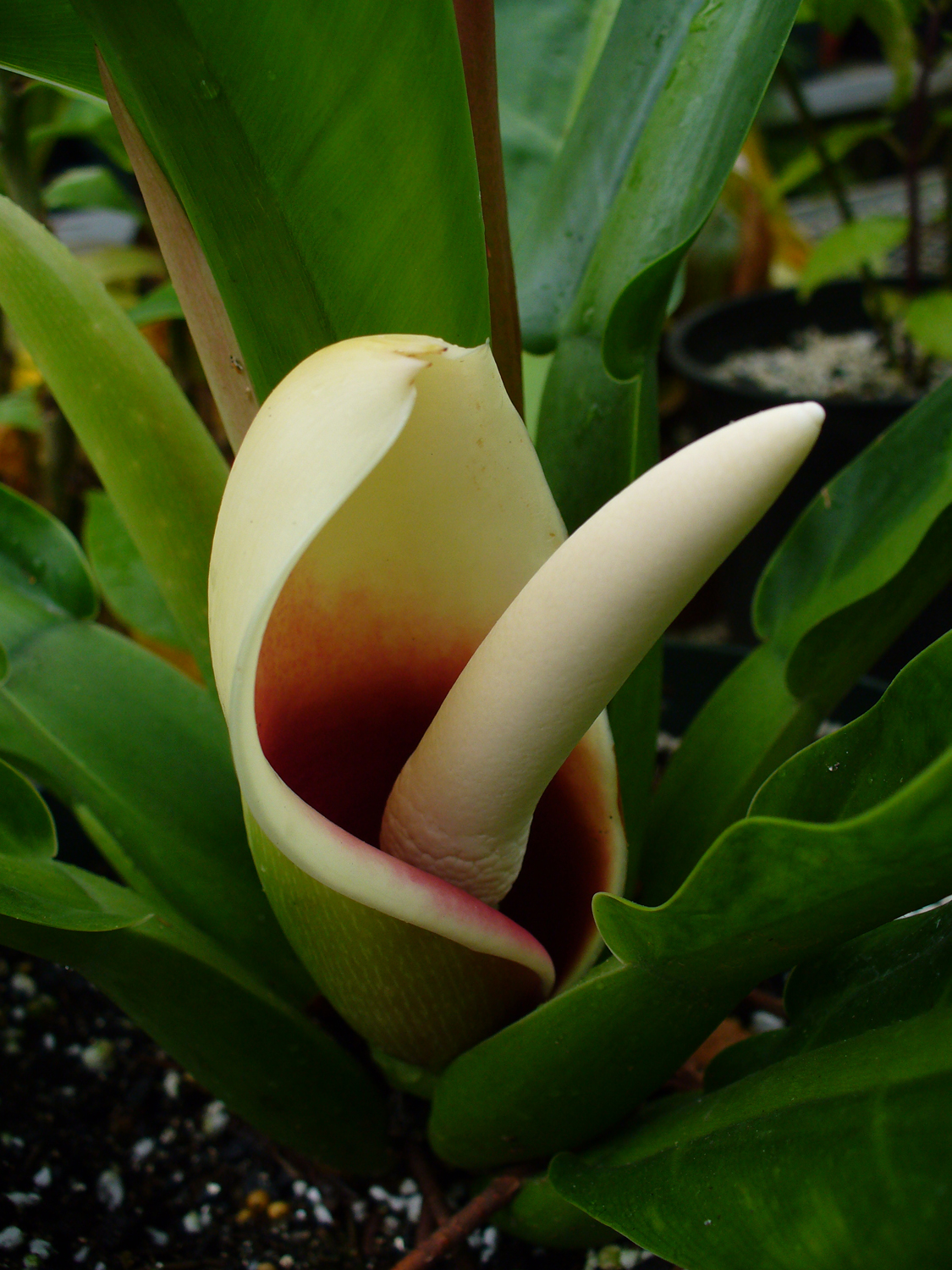
花序・同上
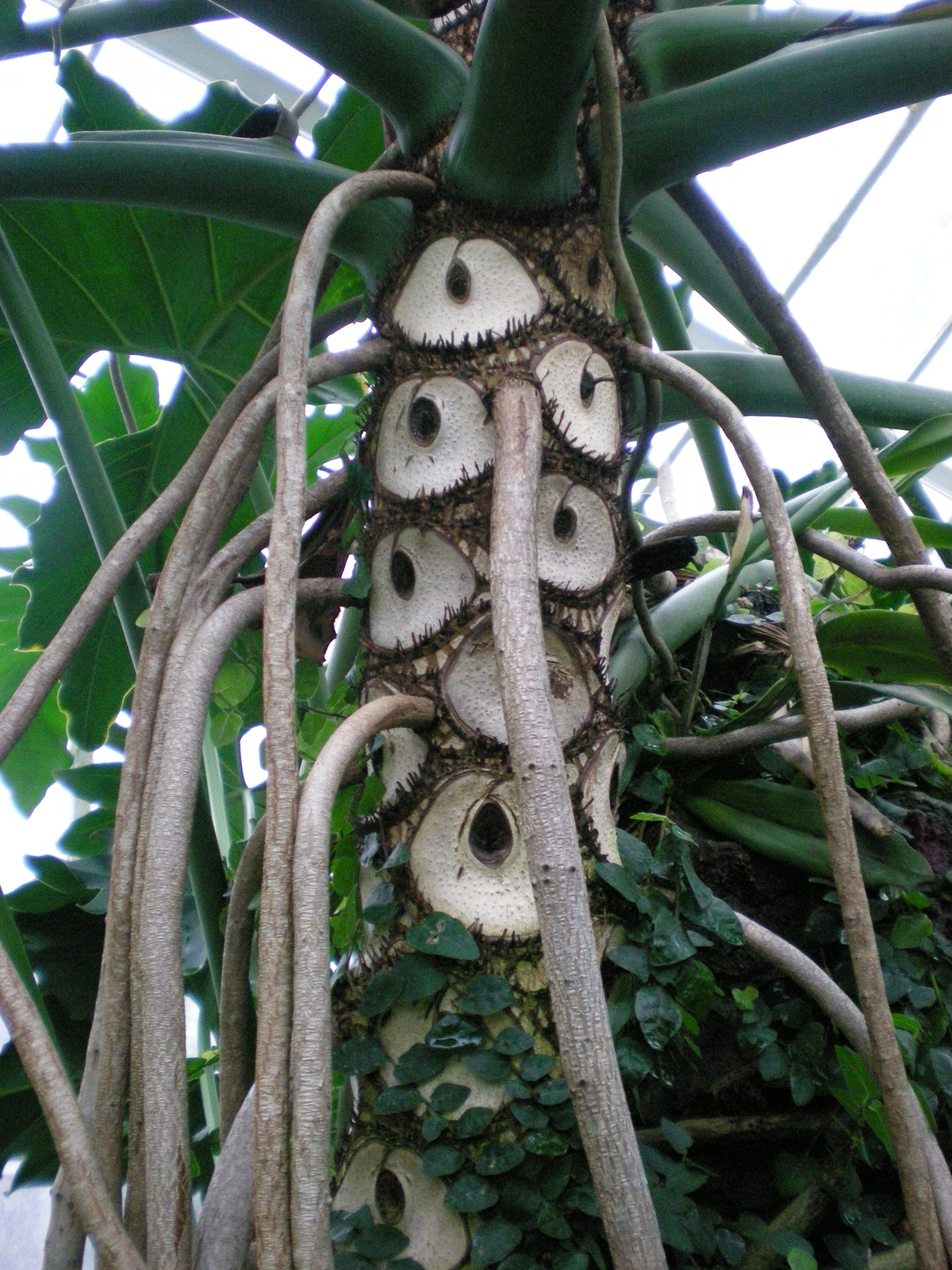
直立する種の茎・節間が詰まる P. bipinnatifidum(P. selloum)

花序は短い仏炎苞を持つ肉穂花序である。肉穂花序はサトイモ科の常として茎の先端に生じるのだが、本属では見かけ上は葉腋から出るように見え、葉柄よりずっと短い。花序の基部には雌花、先端には雄花が密生し、両者の間には不稔花の並ぶ領域がある。不稔花は仮雄蕊を持つ。いずれの花も花被片はなく、雄花は雄蕊のみ、雌花は雌蕊のみからなる。雄花は2-6個の雄蕊からなり、雄蕊は太い花糸と発達した葯隔を持ち、側面に2個の葯室がある。雌蕊は卵形か円柱形の子房を持ち、内部は2-10室に分かれ、それぞれに多数の胚珠が中軸胎座につく。果実は液果で、中には多数の種子が含まれる。種子には胚乳があり、発芽時には子葉を地上に出す。

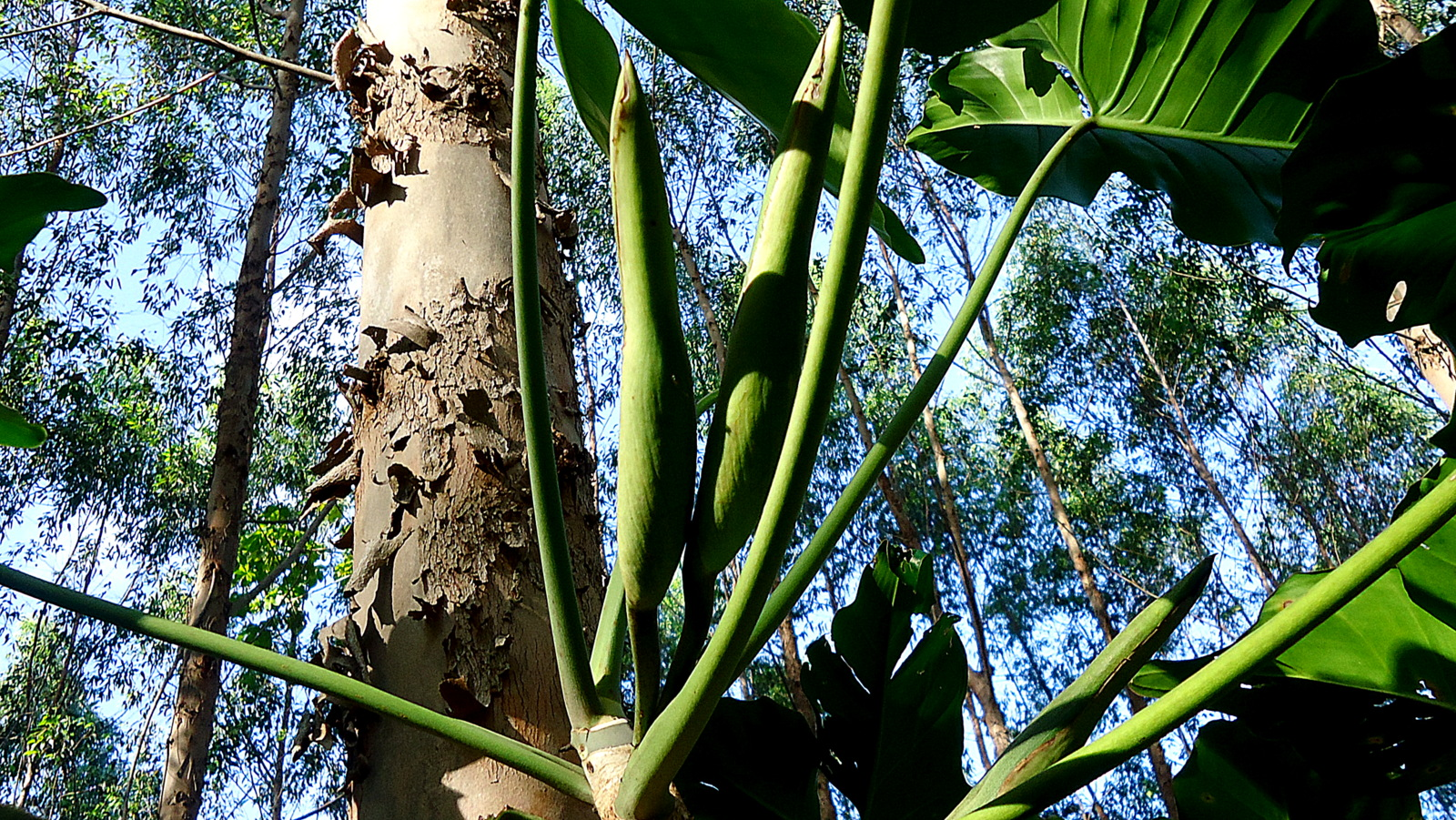
葉腋から出る花序 P. speciosum（以下同じ）
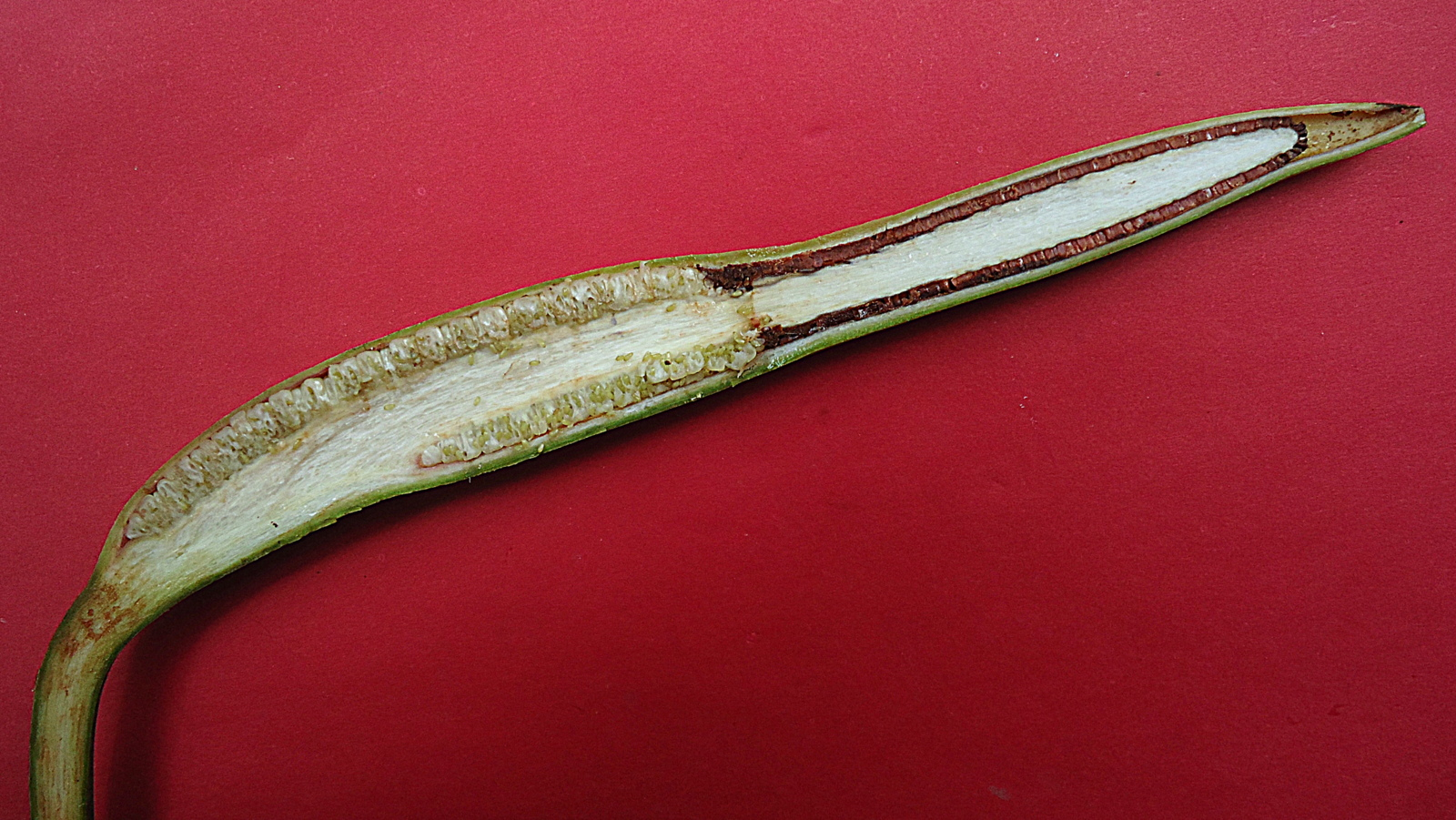
花序の断面
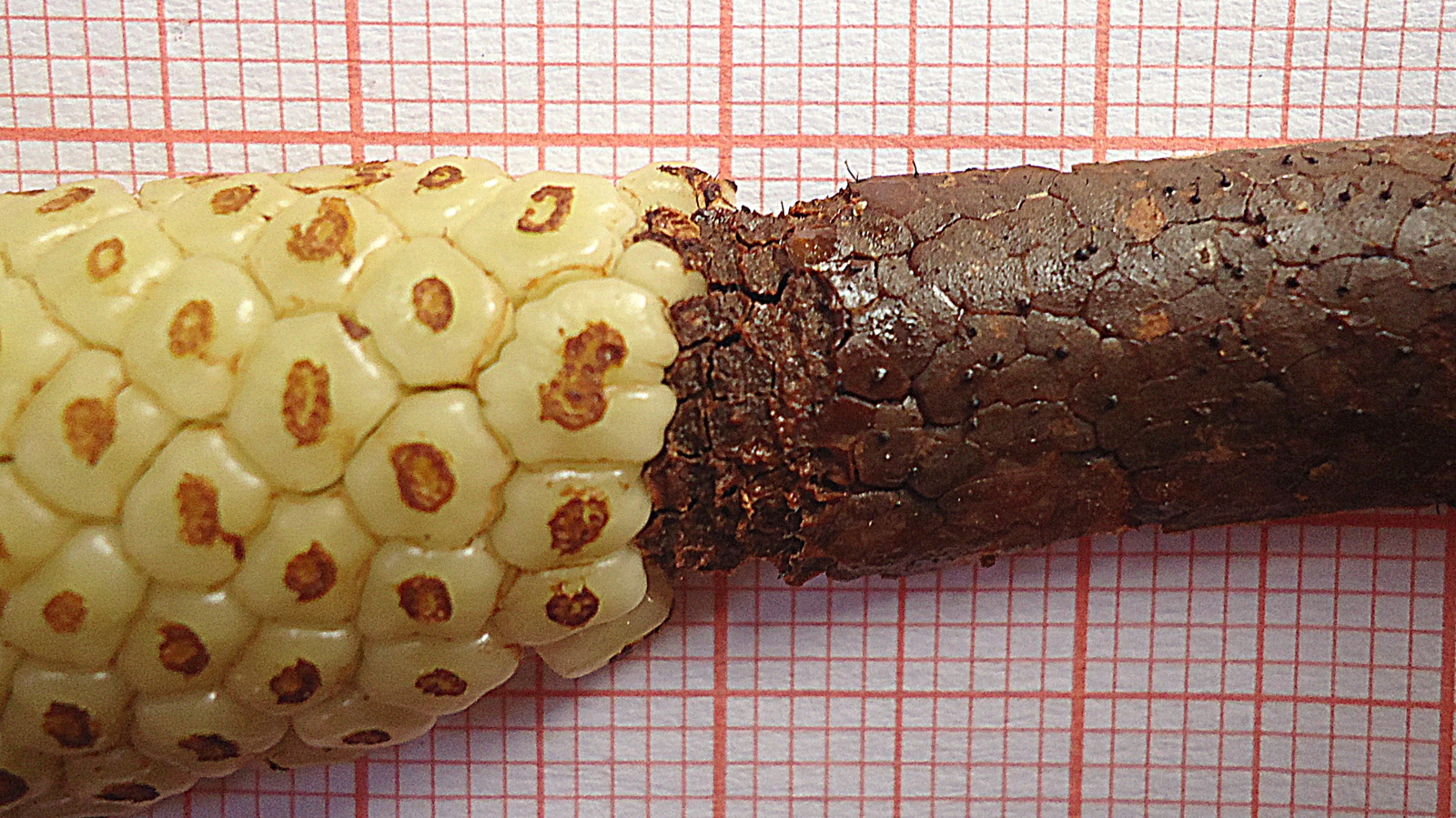
雌花（左）と雄花（右）の間に不稔の部分

肉穂花序を包む仏炎苞は、多くのものではその内側に樹脂を分泌し、これは訪花昆虫の餌となる。開花時には仏炎苞は大きく開くが、1日程度で閉じ、それからは果実が成熟するまで閉じたままになる。果実は普通は白っぽく、仏炎苞が再び開くことで露出する。

## 分布
中央アメリカから南アメリカの熱帯域に分布する。

## 系統と分類
Schismatoglottis やHomalpmena などと近縁とされ、まとめてフィロデンドロン亜科 Philodendroideae とする。
種数には諸説あり、250種とも700種。属以下の分類体系の例を挙げておく。例に挙げたのは、代表的な栽培種である。
- Philodendron
  - subgen. Philodendron
    - sect. Pteromischum：P. guttiferum（ハネカズラ）
    - sect. Baursia：P. pamdferme（センニンカズラ）・P. wendlamdii（ボウカズラ）
    - sect. Polyspermium：P. oxycardium（ヒメカズラ）・P. verrucosum（シコンカズラ）
    - sect. Ologospermium：P. andreanum（ビロードカズラ）・P. erubescens（サトイモカズラ）・P. sodiroi（シロガネカズラ）
    - sect. Ritomophyllum

  - sect. Schizophyllum：P. laciniatum（ヤッコカズラ）
    - sect. Polytomium
    - sect. Macrolonchium
    - sect. Macrogynium
    - sect. Camptoginium

  - subgen. Meconistigma：P. selloum（ヒトデカズラ）

## 利用
観葉植物として栽培されるものが多い。中南米のサトイモ科には観賞用に栽培される例が数多いが、最も多くの種が栽培されているのが本属である。葉に光沢があって美しく、鑑賞価値が高いものが多いこともあるが、耐陰性に優れること、乾燥にも比較的強いものが多いこと、栽培が比較的容易な種が多いことなどがその理由としてあげられている。それぞれに個々の学名や和名で呼ばれることもあるが、総じてフィロデンドロンと呼ばれる。
以下に和名のあるものをあげておく。
- P. andreanum　ビロードカズラ：長いハート形の葉にビロードの光沢がある。
- P. erubescens　サトイモカズラ：葉がややサトイモに似る。
- P. guttiferum　ハネカズラ：葉は楕円形、葉鞘部が長い。
- P. laciniatum　ヤッコカズラ：細長い葉の基部近くから両側に1-3対の突出部がある。
- P. martianum　：ホテイカズラ：葉柄が丸く膨らむ。
- P. micans　ヒメビロードカズラ：ビロードカズラに似て小型。
- P. oxycardium　ヒメカズラ：オウゴンカズラに似たもの。
- P. panduriforme　センニンカズラ：葉の基部が左右に軽く突出し、全形はバイオリンにも似る。
- P. selloum(P. bipinnatifidum)　ヒトデカズラ（セローム）：葉は多数に裂ける。直立性で蔓にならない。
- P. sodiori　シロガネカズラ：葉は幅広いハート形で白い斑紋が入る。
- P. squamiferum　ワタゲカズラ：葉柄に綿毛がある。
- P. wendlandii　ボウカズラ：直立性で、葉柄が角張った棒状で肥大、多肉質になる。葉は長い楕円形。

そのほかに、交配品種も作出されており、中にはその由来が分からなくなっているものも幾つかある。